# Disciplin
|  | Wiktionary har en ordboksartikel om disciplin. |

Disciplin (från latinets disciplina - uppfostran, handledning, som i sin tur kommer från discipulus - lärjunge, elev) uppfattas som synonymt med upprätthållande av ordning och regelföljande. Det kan också vara en beteckning för en vetenskapsgren alternativt en sportgren.
I militära sammanhang avses med disciplin att en trupp eller en enskild soldat följer givna order eller instruktioner. Till exempel används sådana begrepp som ljud- och ljusdisciplin eller signaldisciplin. Sociologer och andra samhällsforskare har ofta pekat på militär disciplin som en föreblid för organiseringen av moderna sociala institutioner. Militär disciplin är dock inte något historiskt entydigt.
Disciplin kan vidare beteckna en personlig egenskap. En disciplinerad person uppfyller sina åtaganden och handlar i enlighet med sin föreställning om vad som är bäst att göra, även då ett sådant handlande medför ett obehag på kort sikt. Denna egenskap betraktas av många som en eftertraktansvärd dygd.

## Disciplin enligt Michel Foucault
Det Michel Foucault kallar för "disciplinär makt" menar Foucault har förekommit före 1500-talet, men då i en mer begränsad omfattning (men ändå med en kritisk roll) inom religiösa grupper. Foucault menar att denna maktform sedan spred sig till skolväsendet, 1600-talets militär och 1700-talets arbetarindustrier. Till en början användes disciplin som ett verktyg för att förhindra oönskade beteenden såsom lathet, men i takt med den disciplinära maktens expansion blev den mer och mer inriktad på att nyttja människors färdigheter på ett så effektivt sätt som möjligt.Det som särskiljer disciplinär makt från andra typer av makt är att den strävar efter att göra kroppen mer lydig desto mer användbar den blir. Detta görs i syfte att nyttja kropparnas förmågor, samt se till att dessa förmågor inte används för att göra revolt mot makten.
Den disciplinära makten har "individer" som objekt, mål och instrument. Foucault menar dock att "individer" som koncept är en konstruktion skapad av den disciplinära makten. Genom den disciplinära maktens teknologier skapas en "rationell självkontroll", som i praktiken innebär att den disciplinära makten internaliseras och därmed inte kräver någon "extern" påtryckning. Enligt Foucault är den disciplinära makten primärt inte ett förtryckande verktyg, utan snarare en "produktiv" maktform. Den disciplinära makten förtrycker inte intressen och begär, utan utsätter kroppar för rekonstruerade beteendemönster i syfte att "omforma" dem så att deras beteenden/begär/tankar formas enligt gällande normer. Detta sker bland annat i fabriker, skolor, sjukhus och fängelsen. Disciplinär makt skapar en viss typ av individer genom att producera nya rörelser, vanor och förmågor. Den fokuserar på detaljer, enskilda rörelser, deras timing och hastighet. Den organiserar kroppen i tid och rum, där varje handling detaljstyrs för maximal effekt. Den använder sig av regler, övervakning, examinationer och kontroller. Kropparnas aktiviteter följer särskilda scheman, som syftar till att leda kropparna mot (av den disciplinära makten) förutbestämda mål. Vidare kombineras kroppar med varandra, som om varje kropp vore en enhet i en större maskin, för att skapa en produktivtet som är större än om kropparnas aktiviteter endast summeras.